# Anzor Kibrotsashvili
Anzor Kibrotsashvili (født 25. oktober 1939, død 28. november 2008) var en sovjetisk judoka og europamester. Hans første internationale konkurrence var EM i judo 1962 i Essen. Her vandt han guld i kategorien 2. dan ved at slå italieneren Remo Venturelli i finalen.
Hans eneste medalje ved et VM fik han i 1965, da han fik sølv i den åbne vægtklasse, efter at være blevet slået af japaneren Isao Inokuma i finalen.
I 1965 blev han også europamester i vægtklassen -93 kg ved EM i judo 1965 i Madrid, hvor han slog franskmanden Yves Reymond i finalen.
I løbet af sin  karriere fik han yderligere 4 medaljer ved EM i judo.

## Eksterne henvisininger
- Anzor Kibrotsashvili hos JudoInside.com (engelsk)